# Вулиця Крута (Львів)
Вулиця Крута — вулиця у Шевченківському районі міста Львів, місцевість Замарстинів. Пролягає від вулиці Романа Дашкевича углиб забудови, завершується глухим кутом. Прилучаються вулиці Корінна та Колодійська.

## Історія та забудова
Вулиця виникла у складі села Замарстинів у 1934 році під сучасною назвою, шляхом об'єднання двох менших вулиць — Жеромського і Зелінського. Перша вулиця з 1926 року мала назву Ткацька бічна, у 1931 році перейменована на Жеромського, на честь Стефана Жеромського, польського письменника і драматурга. Друга вулиця отримала у 1931 офіційну назву Зелінського, на честь Тадеуша Зелінського, польського філолога, історика та перекладача.
Забудована малоповерховими будинками 1930-х років у стилі конструктивізм та садибами другої половини XX століття.